# الحارث بن الحارث بن قيس
الصحابي الحارث بن الحارث بن قَيْس بن عديّ بن سعد بن سهم القُرشي السّهْمي كان من مُهَاجرة الحبشة مع أبيه الحارث بن قيس، ومع أخويه: بشر بن الحارث، ومعمر بن الحارث، واستشهد في معركة أجنادين.

## نسبه
- هو : الحارث بن الحارث بن قَيْس بن عدي بن سُعَيد بن سَعْد بن سهم القرشي السهمي.[2]
- أمّه : أمّ ولد حضرميّة.[3]
- أخوته :

1. عبد الله بن الحارث بن قيس بن عدي
2. أبو قيس بن الحارث بن قيس بن عدي
3. معمر بن الحارث بن قيس بن عدي
4. السائب بن الحارث بن قيس بن عدي
5. بشر بن الحارث بن قيس بن عدي
6. سعيد بن الحارث بن قيس بن عدي
7. تميم بن الحارث بن قيس بن عدي ،وقد هاجروا جميعًا إلى الحبشة .[1]